# La carnada
La carnada es una película peruana estrenada en el año 1999 y dirigida por Marianne Eyde. La película narra las vivencias de una pareja de pescadores y su lucha por conseguir sobrevivir ante la llegada de un hijo. Participó en festivales de diversos países como Cuba, Alemania, Francia, entre otros y ganó el premio a la mejor cámara en el Festival de La Habana.

## Sinopsis
María y Juan son una pareja de pescadores que trabajan en una caleta al norte del Perú, ante el embarazo de María, Juan decide dejar el hogar y buscar una labor en una embarcación de pesca industrial. Sola y con un hijo en camino, María desata su ira. En ese contexto conoce a Rosa, una mujer pragmática que siente atracción por la actitud desafiante de María.

## Reparto
- Mónica Sánchez como María
- Gabriela Velásquez como Mama Rosa
- Miguel Medina como Hilario
- Ana Cecilia Natteri como Emilia
- Orlando Felices como Juan
- Iván Chávez como Jacinto
- Jerónimo Ruiz como Pedro
- Adela Amaya como Adela
- Alicia Olivar como Hija del Mar

## Producción
La película recibió el apoyo de varias instituciones para su realización, contó con el apoyo especial del Hubert Bals Fund y de la Fundación Monte Cinemaverità Benetton. Fue coproducida con el canal de televisión pública alemán ZDF Arte Spielfilm y obtuvo el segundo premio del Consejo Nacional de Cinematografía del Perú (CONACINE) de 1997.

## Premios
- Segundo premio en el 24° Concurso de proyectos cinematográficos del CONACINE (1997)[5]
- Guion seleccionado en Mercados de proyectos de Rotérdam y Mannheim-Heidelberg[2]
- Premio a la mejor cámara en el Festival de La Habana, Cuba 1999[2]

## Participación en festivales
- Festival de cine de Lima (1999)[2]
- Festival de La Habana, Cuba (1999)[2]
- Festival de Rotérdam, Países Bajos[2]
- Festival de Mannheim, Alemania[2]
- Festival d’Amiens, Francia[2]
- Festival de Créteil, Francia[2]
- Chicago Latino Film Festival, Estados Unidos[2]